# Afripol
Mechanizm Unii Afrykańskiej na rzecz Współpracy Policyjnej czyli Afripol - agencja Unii Afrykańskiej koordynująca współpracę między organami policji 55 państw afrykańskich. Ma za zadanie zapobiegać i zwalczać przestępczość międzynarodową, terroryzm i cyberprzestępczość. Współpracuje z Interpolem, Europolem i Frontexem. 
Powstał w 2014 roku i początkowo nie był formalnie związany z UA. Od stycznia 2017 roku stanowi agencję w ramach tej organizacji.